# Менгу-Тимур
Менгу́-Тиму́р (ум. ок. 1282 год) — хан Золотой Орды (1266—1282), ставшей при нём фактически независимым от Монгольской империи государством. 
Менгу-Тимур - второй сын Тукана и Кучу-хатун, внук Бату, праправнук основателя Монгольской империи Чингисхана. Хан Улуса Джучи 1267-1280 годах.
Преемник Берке-хана, которому приходился двоюродным внуком, захватив власть после его смерти.

## Жизнеописание
Во время правления хана Менгу-Тимура началось усиление власти темника Ногая.
Тестем темника Ногая был никейский правитель Михаил VIII Палеолог, возродивший в 1261 году Византийскую империю, а сын Ногая Чака был женат на дочери происходившего из половцев правителя Второго Болгарского царства Георгия I Тертера.

В 1266 году хан Золотой Орды Менгу-Тимур даровал разрешение генуэзцам через своего наместника в Крыму, родного племянника Оран-Тимура, на поселение в городе под названием Кафа, вследствие чего оживилась крымская торговля и увеличилось значение самого Крымского полуострова и его столицы города Солхата.
Одновременно в данный период времени продолжался военный конфликт между Золотой Ордой и Персидским ильханатом. В 1268 году хан Золотой Орды Менгу-Тимур развязал войну с монгольским ильханом Ирана Абакой - сыном Хулагу из-за территории Азербайджана. В этой войне правителя Золотой Орды поддержал могущественный мамлюкский султан Египта и Сирии Бейбарс I - представитель династии Бахритов.
Год спустя между золотоордынским ханом Менгу-Тимуром и персидским ильханом Абакой был заключен мирный договор.

В 1269 году по просьбе новгородцев хан Золотой Орды Менгу-Тимур прислал в Великий Новгород многочисленное войско для организации похода на ливонских рыцарей-крестоносцев, причём одной военной демонстрации у крепости Нарвы было достаточно для заключения мира между противниками «по всей воле новгородской». В Никоновской летописи это было описано так:
…князь велики Ярослав Ярославич, внук Всеволожа, посла к Володимерю собирати воинства, хотя ити на немци, а собрася сила многа, и великий баскак Володимерский Иаргаман и зять его Айдар со многими татары приидоша, и то слышавше немци устрашишася, и вострепетавше прислаша дары послы своя, и добиша челом на всеи воли его, и всех подариша, и великого баскака, и всех князей татарских и татар; зело бо бояхуся и имени Татарского. И тако всю волю сътворивше великого князя Ярослава Ярославича, и Наровы всея отступишася и полон весь возвратиша (ПСРЛ, т. X, стр. 147).
Примирение великого князя владимиро-суздальского Ярослава Ярославича Тверского с новгородцами также произошло с помощью послов хана Золотой Орды Менгу-Тимура. Об этом говорит «Договорная грамота Новгорода с тверским великим князем Ярославом Ярославичем» от 1270 года: 
Се приехаша послы от Менгу Темеря цесаря / цря сажатъ Ярослава съ грамотою Чевгу и Баиши.
В 1270 году по приказу правителя Золотой Орды Менгу-Тимура был предан смертной казни через четвертование рязанский князь Роман Ольгович Святой, который вступился за своих подданных и, согласно доносу, осуждал веру хана, поэтому должен был понести наказание в соответствии с религиозным законодательством Ясы.
В 1277—1278 годах при хане Золотой Орды Менгу-Тимуре состоялся поход татар на Северный Кавказ, в ходе которого произошло разорение яского города Дедякова. В походе участвовали и русские княжеские полки.
В 1275 году хан Золотой Орды Менгу-Тимур оказал поддержку королю Руси Льву Даниловичу Галицкому в боевых действиях против великого князя литовского Тройдена. При этом в данном походе также приняли участие другие русские князья, зависимые от власти Золотой Орды, например, черниговский князь Роман Михайлович Старый.
Хан Менгу-Тимур продолжал политику своих предшественников по укреплению самостоятельности и повышению влияния Улуса Джучи в составе Монгольской империи. По его указу была проведена перепись на Руси с целью упорядочения сбора дани.
Правительство Менгу-Тимура предприняло меры, направленные на укрепление власти хана в Улусе Джучи: остальные ханы не получали основных средств.
Аппарат имперских чиновников, созданный для сбора дани с подвластных территорий, потерял своё значение — теперь дань непосредственно поступала к самому хану.
Русские князья, мордовские феодалы, марийские князья (и князья других народностей, зависимых от Золотой Орды) получили вместе с ярлыком финансовый реестр для сбора золотоордынской дани, которой облагались и жители Золотой Орды. Они делились на две категории: горожане (не участвующие в войнах), которые платили десять процентов от прибыли, и кочевники (пополнявшие войско), выплачивающие сотую часть прибыли.
Хан Менгу-Тимур начал чеканить монету со своей тамгой в городе Булгаре. Строились новые города: Аккерман (ныне Белгород-Днестровский), Килия (самый западный город Золотой Орды, находившийся в нескольких десятках километров от Чёрного моря), Тавань (в 40 км выше Херсона), Кырк-Ер (недалеко от Бахчисарая), Солдайя (Судак), Азак (Азов), Сарайчик (в 60 км выше современного Атырау), Искер (близ Тобольска) и другие. В годы правления Менгу-Тимура в Крыму была основана генуэзская колония Кафа.
При нём татары вместе с русскими князьями совершили походы на Византийскую империю (около 1269—1271), на ВКЛ (1274), на Кавказ (1277). В 1281 году войско Менгу-Тимура участвовало в сражении с мамлюками в Сирии (между Хамой и Хомсом). Битва закончилась без явного победителя; понеся большие потери, обе стороны отступили.

## Отношение к Русской православной церкви
От имени Менгу-Тимура написан первый из дошедших до нас ярлыков от 1267 года об освобождении Русской православной церкви от уплаты дани Золотой Орде.
Это своего рода хартия неприкосновенности для русской церкви и духовенства — в начале ярлыка было помещено имя Чингисхана. Надо заметить, что следуя заповедям Ясы Чингисхана, ханы и до Менгу-Тимура не включали русских настоятелей, монахов, священников и пономарей в число «сосчитанных» во время переписи (Лаврентьевская летопись). Теперь же в ярлыке были утверждены привилегии духовенства как широкой общественной группы, включая и членов семей; церковные и монастырские земельные угодья со всеми работающими там людьми не платили налога; и все «церковные люди» были освобождены от военной службы.
Мусульманские купцы прекратили занимать должности налогосборщиков (баскаков) среди крестьян. Оскорбление (клевета, поношение) православной религии (в том числе со стороны мусульман) каралось смертью. Ордынским чиновникам запрещалось под страхом смерти забирать церковные земли, требовать выполнения какой‑либо службы от церковных людей.
Льготы Менгу-Тимура православной церкви по сравнению с ярлыками его предшественников были так велики, что в Московском Летописном своде конца XV века прямо написано: ... умре царь татарский Беркаи, и бысть ослаба христианом от насилие бесермен.
За дарованные привилегии от русских священников и монахов требовали молить Бога за Менгу-Тимура, его семью и наследников. Особо подчёркивалось, что их молитвы и благословения должны быть ревностными и искренними. "А если кто-то из священнослужителей будет молиться с затаённой мыслью, то он совершит грех." Можно предположить, что текст ярлыка был составлен совместно Менгу-Тимуром (или его главным монгольским секретарём) и епископом Сарая Митрофаном, представлявшим русское духовенство. А если так, то моральная санкция против неискренней молитвы, должно быть, была сформулирована этим епископом.
Благодаря этому ярлыку, а также ряду последующих, русское духовенство составляло привилегированную группу, и именно этим была заложена основа церковного богатства. Об этой странице в истории Русской православной церкви было хорошо известно образованным людям XIX века, например поэту А. С. Пушкину, который в своём письме к П. Я. Чаадаеву писал: Духовенство, пощаженное удивительной сметливостью татар, одно — в течение двух мрачных столетий — питало бледные искры византийской образованности.
При хане епископ Афиноген из Сарая был назначен главой татарской (волжско-булгарской) делегации, направленной в Константинополь, то есть фактически он стал послом Золотой Орды. Известно правило тех времен, что если член правящей династии Орды становился православным христианином, то он не терял свои права и собственность.

Отношения Менгу-Темура с русскими князьями были относительно хорошими именно из-за его положительного отношения к православной религии. Эта веротерпимость была прописана в Ясе Чингисхана: 
Чингис Хан не повиновался никакой вере и не следовал никакому исповеданию, то уклонялся он от изуверства и от предпочтения одной религии другой, и от превозношения одних над другими.
 Чему должны были следовать все правители монголов, но не все следовали, особенно после принятия ислама в Орде. Но сам хан Менгу-Тимур был последователем традиционной монгольской религии - тенгрианства и поэтому смог сбалансировать религиозную политику Золотой Орды.
Однако особняком стоит убийство в 1270 году в Орде рязанского князя Романа Ольговича, которое церковное предание и житийный сюжет связывают с отказом принять «татарскую веру».

## Семья Менгу-Тимура
Как отмечает Ю. В. Селезнёв, Рашид-ад-Дин называет трех старших жен Менгу-Тимура: Ольджай-хатун из племени конкурат, Султан-хатун из племени ушин, Кутуй-хатун. Арабские авторы знает еще трех его жен: Джиджек-хатун, Тутлын-хатун (Туйлун-хатун), Тудаюн-хатун. Известно десять его сыновей: Алгуй (по Рашид-ад-Дину – сын Ольджай-хатун; по Бейбарсу – сын Джиджек-хатун); Абачи (Аукаджи, Аячи); Тудукан (или Тудан) (сын Султан-хатун); Буркук (Бурлюк) (сын Кутуй-хатун); Токта (сын Ольджай-хатун); Сарай-Бука; Мулакай; Кадан; Кудукан; Тогрылча.

## В культуре
В 2018 году на Первом канале вышел исторический сериал «Золотая Орда», где хана Менгу-Тимура сыграл известный казахстанский актер Санжар Мадиев.